# Västertorps skulpturpark

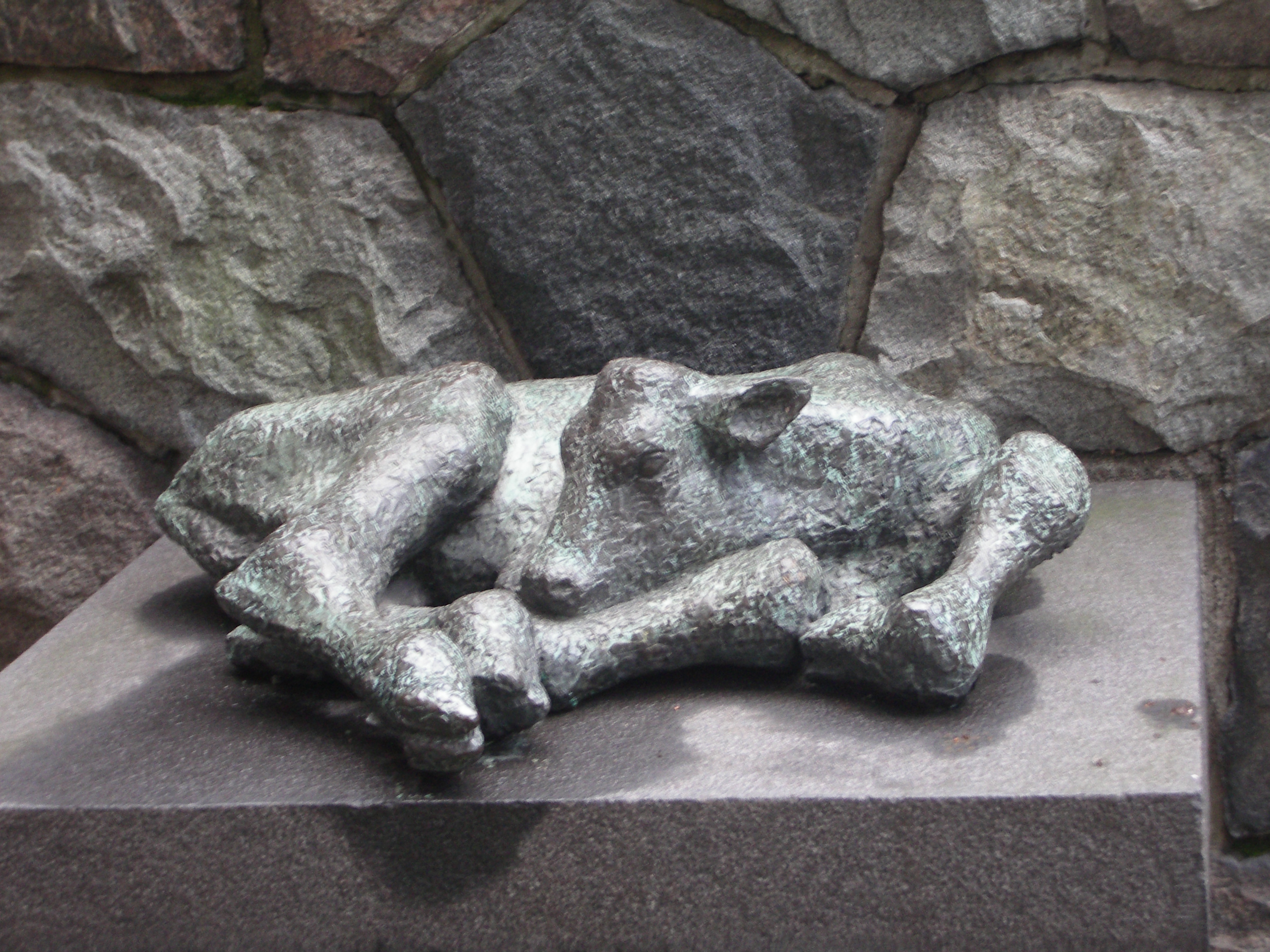
Asmund Arle: Liggande kalv.

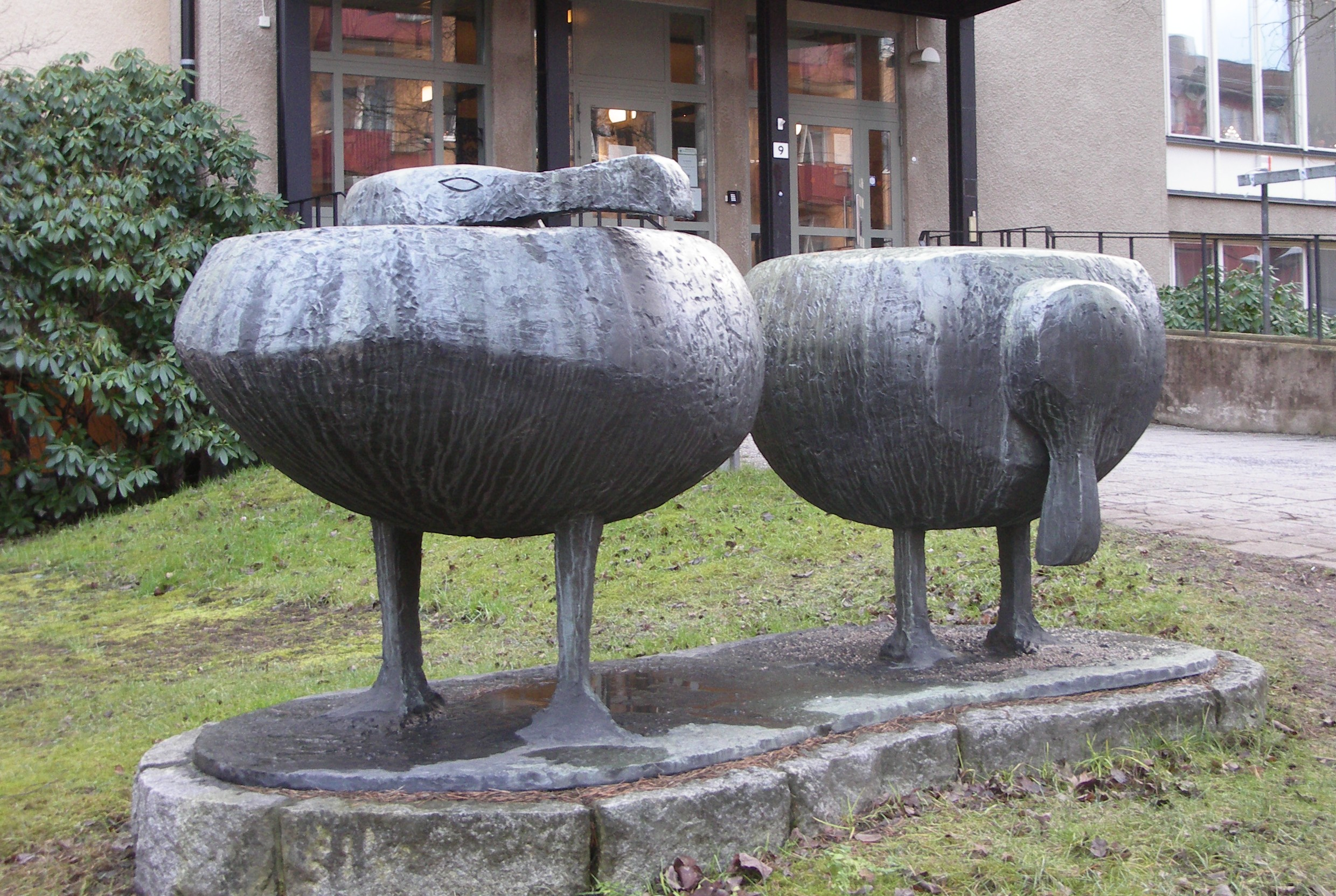
Karl-Gunnar Lindahl: Vingkontroll.

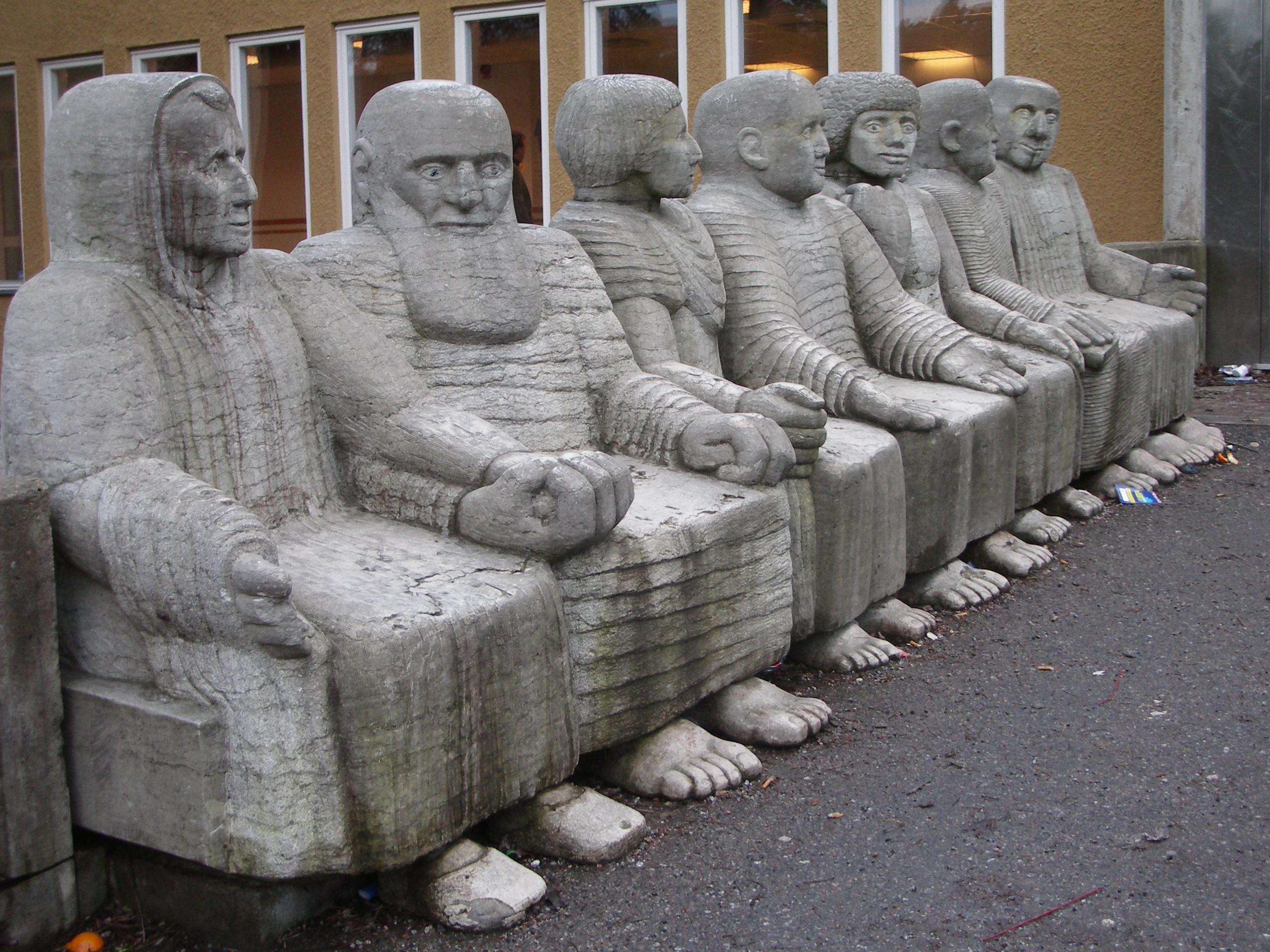
Pye Engström: Efter badet.

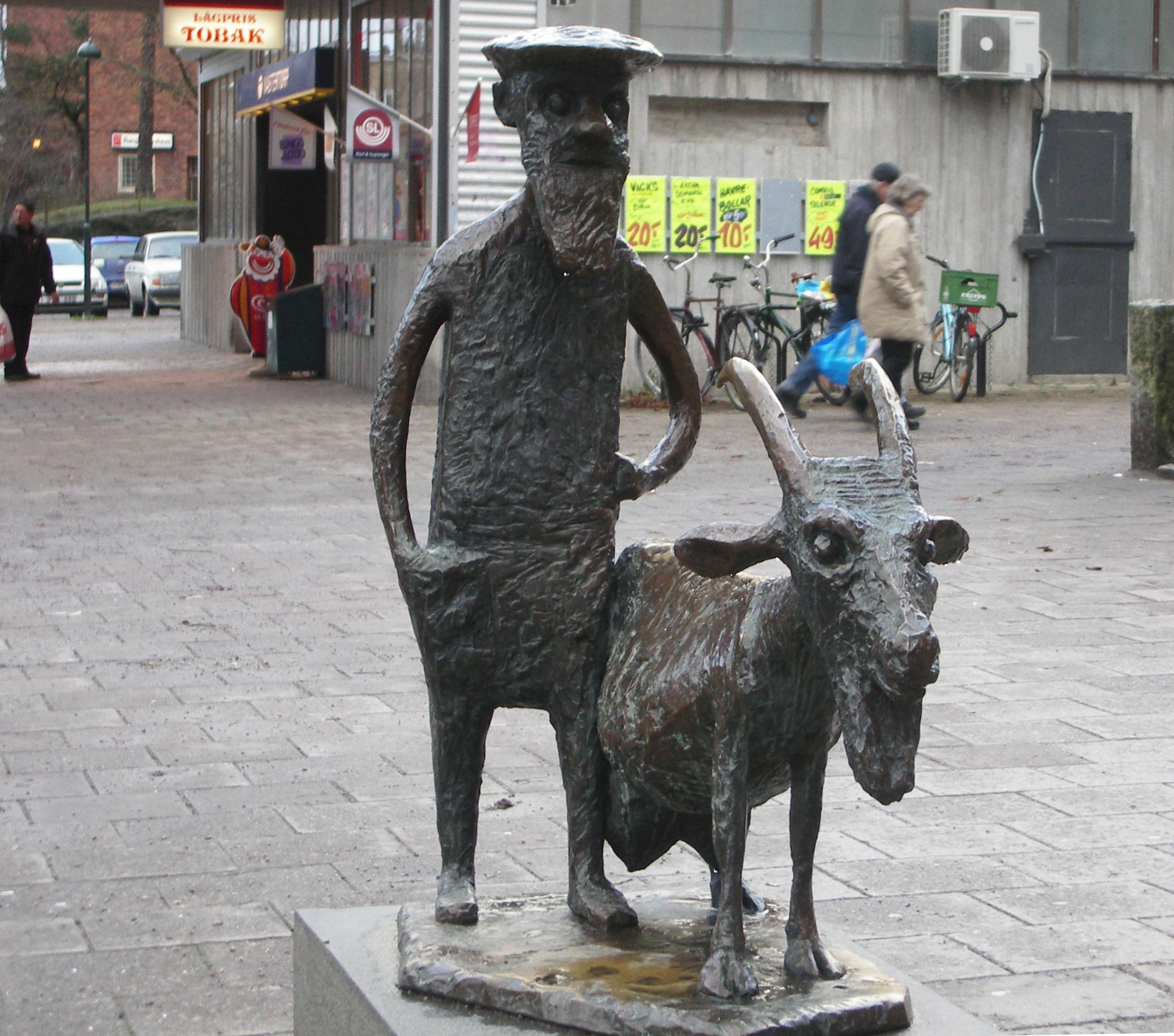
Allan Runefelt: Gubben med geten.

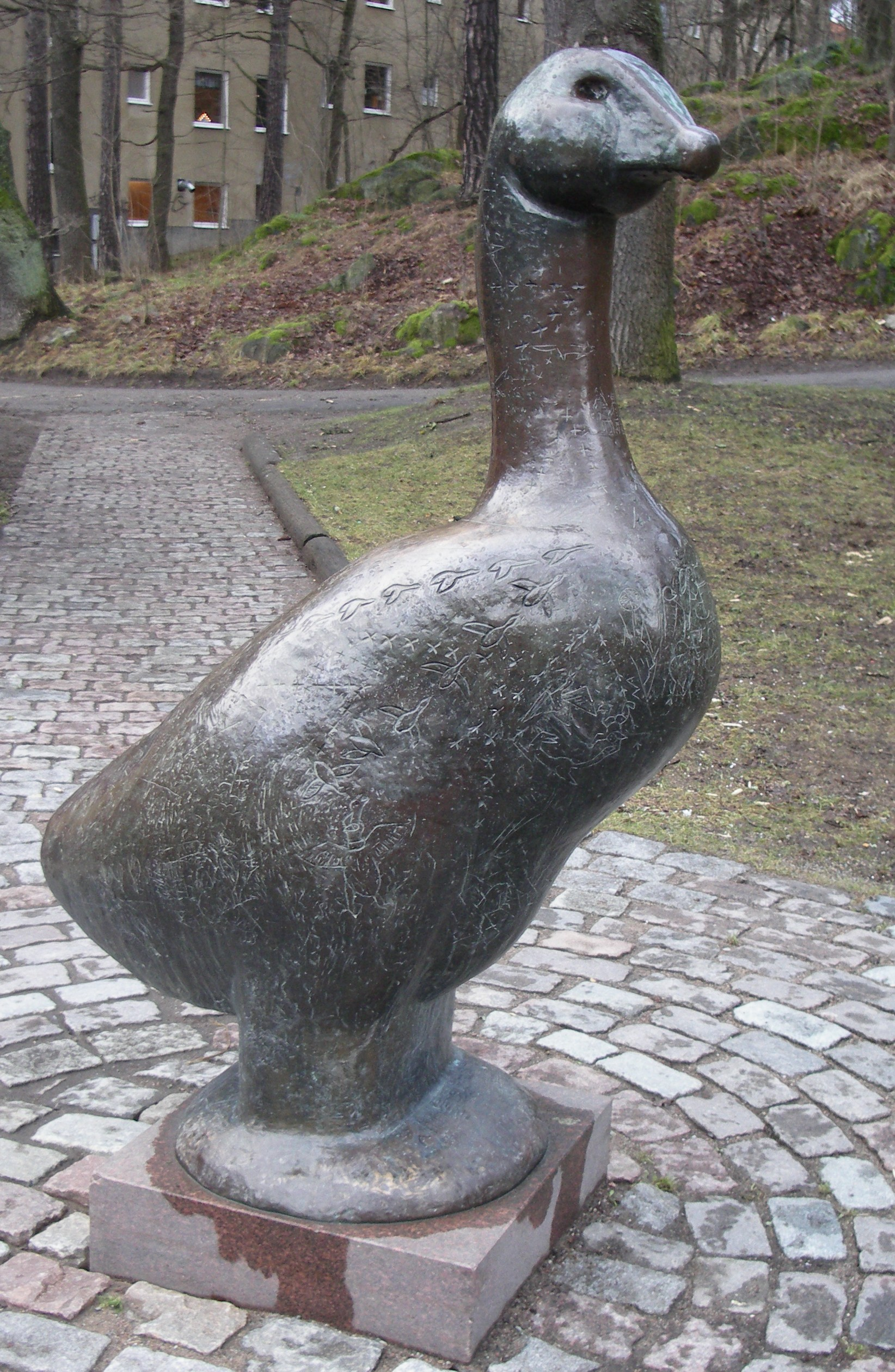
Edvin Öhrström: Den store hvide.

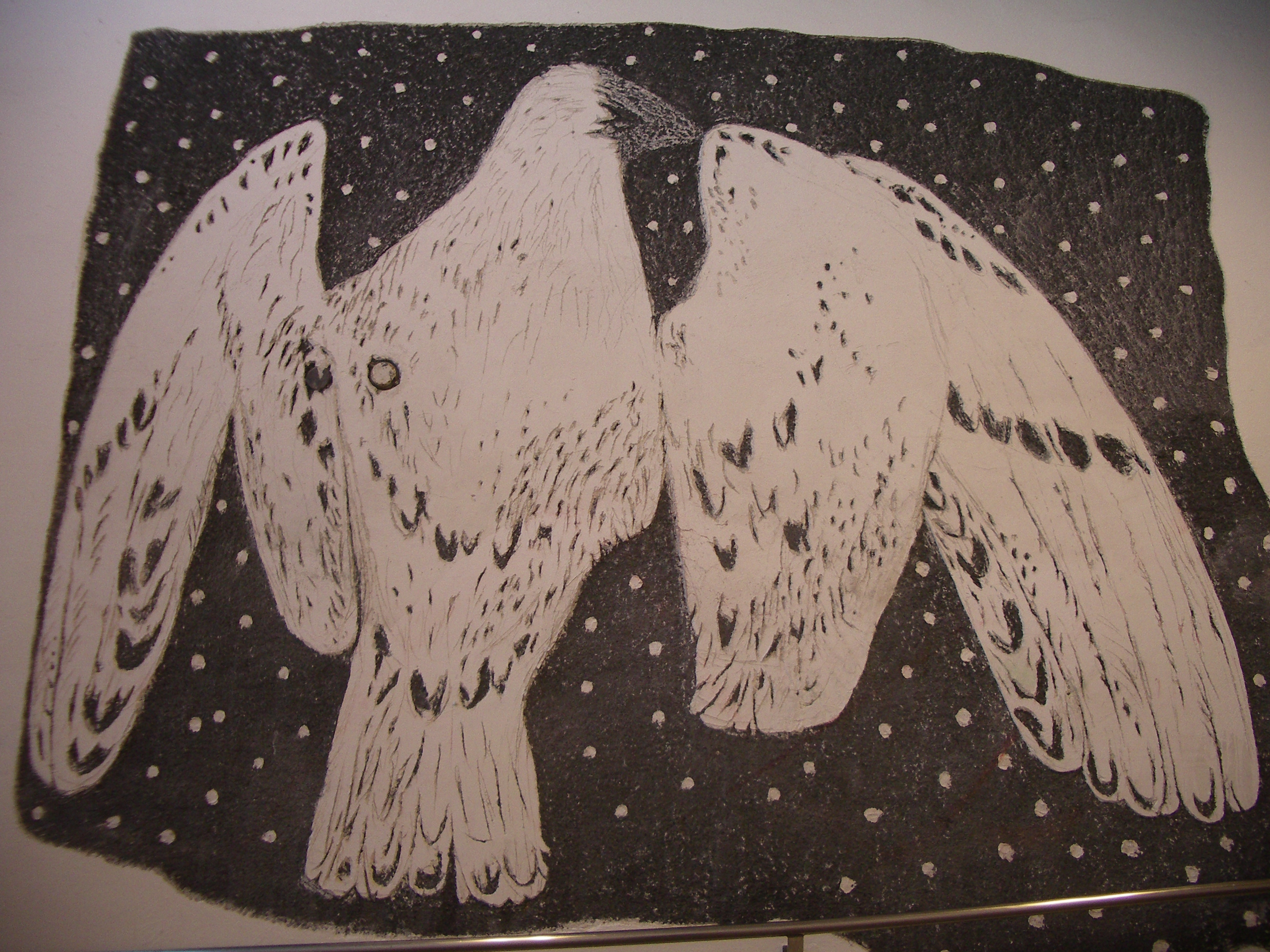
Jörgen Fogelquist: Med Andrée mot polen (detalj).

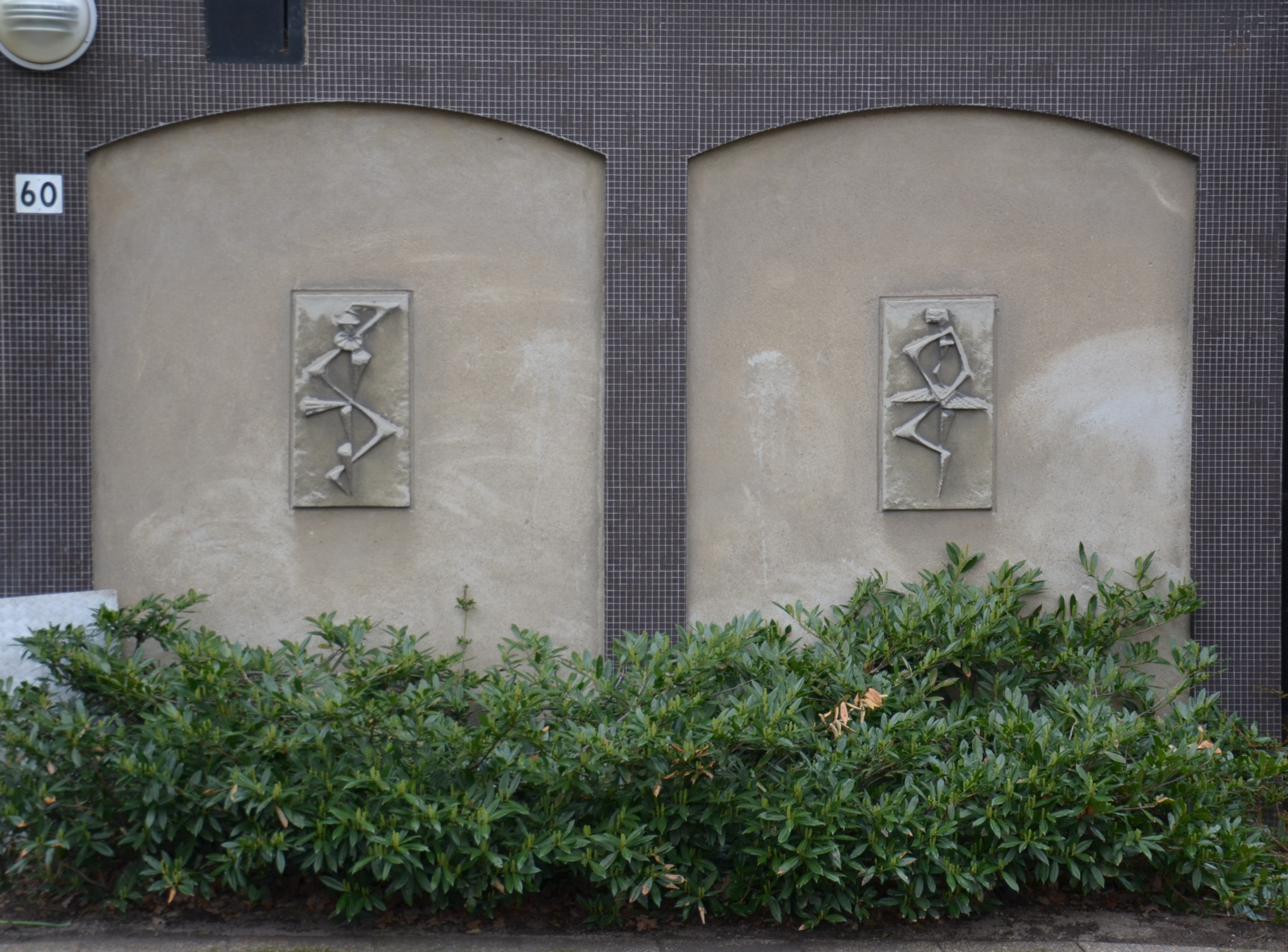
Colombine och Harlekin

Västertorps skulpturpark är en samling av 21 stycken utomhus placerade skulpturer, belägen i stadsdelen Västertorp i södra Stockholm. Skulpturparken är den största i Stockholm.

## Historik
Stadsdelen Västertorp i sydvästra Stockholm var ett av de första nya områden i Stockholms stads ytterområden, som exploaterades efter den långa perioden med mycket begränsat bostadsbyggande under det andra världskriget. En stadsplan upprättades 1947 och byggnationen kom igång 1949. Exploateringen skedde i en för denna tid snabb takt och i stor skala. Den avsåg en stadsdel för boende och handel med ett centralt torg och ett affärscentrum med varierad detaljhandel och service, förenad med Stockholms innerstad med en snabbspårväg (tio år senare konverterad till tunnelbana).
Stadsdelen var i huvudsak färdigbyggd 1954. Affärscentrum och skulptursamling invigdes av kung Gustaf VI Adolf i oktober 1955.
Exploateringen skedde i två delar. Marken i den norra delen av stadsdelen ägdes av byggmaterial- och byggföretaget Olsson & Rosenlunds AB, och i den södra delen ägdes den av Stockholms stad. Till stor del genom initiativ av Olsson & Rosenlunds direktör Fritz H. Eriksson kom Västertorp att bli ovanligt rikligt försedd med offentliga konstverk, finansierade av fastighetsbolagen och av den 1945 bildade Hägerstensåsens kulturella förening. Den senare svarade också för inköp och utplacering av flertalet verk under Fritz H. Erikssons ledning och med skulptörerna Stig Blomberg och Ivar Johnsson samt stadsträdgårdsmästaren Holger Blom som medlemmar i inköpskommittén.

## Konstsamlingen
I Västertorp finns idag 21 fristående skulpturer, varav Hägerstensåsens kulturella förening donerade 16 konstverk. Flertalet skulpturer är uppsatta under 1950-talet och är gjorda av svenska skulptörer. De avspeglar 1930- och 1940-talens strömningar i svensk skulptur, med en dragning åt modernism och åt vid denna tid yngre konstnärer. Skulpturparken är den största skulpturutställningen i Stockholm. I Västertorp finns dessutom ytterligare ett tiotal offentliga utsmyckningar i skola, tunnelbanestation samt på husfasader och –entréer.

## Offentliga konstverk i Västertorp

### Fristående skulpturer
- Asmund Arle: Liggande kalv, brons, bakom Centrumhöghuset
- Stig Blomberg: Systrarna (1952), brons, i Västertorpsparken
- Pye Engström: Efter badet, (1971-76), kalksten, utanför Västertorpshallen
- Liss Eriksson: Faster, granit, i Västertorpsparken
- Liss Eriksson: Oskuld (1958), brons, vid Skidvägen
- Adam Fischer: Flicka med parasoll, brons, på gården vid Vasaloppsvägen 28-54
- Eric Grate: Trädet, brons, vid Torget
- Eric Grate: Liggande kvinna (1942-52), brons, på Torget
- Ivar Johnsson: Mannen med islandströjan (1934), brons, i Västertorpsparken
- Arne Jones: Katedral (1947), bakom Centrumhuset
- Lennart Källström: Stående pojke (1954), brons, i Västertorpsparken
- Karl-Gunnar Lindahl: Vingkontroll (1973), utanför kommunadministrationshuset vid Skridskovägen
- Knut Erik Lindberg: Huvud, brons, bakom Centrumhöghuset
- Bror Marklund: Sittande pojke (1936), brons, vid Torget
- Henry Moore: Inre och yttre form (1952-53), brons, vid Torget
- Nils Möllerberg: Sigun (ca 1938), brons,  vid Skidvägen utanför entrén till västra ingången till T-banestation Hägerstensåsen
- Gustav Nordahl: Lena, brons, vid Vasaloppsvägen/Isjaktsgränd
- Olof Thorwald Ohlsson: Körkarlen (1951), granit, vid Stöttingsgränd 12
- Palle Pernevi: Petite Femme (1951), bakom Centrumhöghuset
- Allan Runefelt: Gubben med geten (1952), brons, vid Torget
- Edvin Öhrström: Den store hvide (1953), brons, i parkleken Lugnet i Västertorpsparken

### Övriga offentliga konstverk
- Olle Bonniér, Pierre Olofsson med flera: Mosaikväggar vid entréerna till Skidvägen 1-7
- Jörgen Fogelquist: Med Örnen mot polen (1971), vid östra ingången till T-banestation Västertorp
- Arne Jones: Harlekin och Colombine, två reliefer i konststen, på Vasaloppsvägen 60
- Åke Jönsson:  keramikplatta med en flicka, på Vasaloppsvägen 30
- Endre Nemes: Zodiak-klocka (1949), emalj, vid Torget
- Vera Nilsson: Sagan om solen och nordanvinden (1951), fresk, i trappan i Västertorpsskolan
- Otte Sköld: Vindarnas saga (1951), mosaik, i aulan i Västertorpsskolan